# Ryszard Wójcik (sędzia piłkarski)
Ryszard Piotr Wójcik (ur. 6 czerwca 1956 w Opolu) – polski były sędzia piłkarski. Był sędzią I-ligowym i międzynarodowym; obserwator piłkarski UEFA.

## Życiorys
Absolwent Wydziału Turystyki i Rekreacji Akademii Wychowania Fizycznego we Wrocławiu. Sędziował ponad 300 meczów w polskiej ekstraklasie. Sędziował również m.in.: mecze Młodzieżowych Mistrzostw Świata 1991 w Portugalii, Ligi Mistrzów UEFA, Pucharu UEFA, Pucharu Zdobywców Pucharów oraz na Mistrzostwach Świata we Francji.
Debiut na boiskach ekstraklasy zaliczył 13 sierpnia 1988 roku w Krakowie, prowadząc mecz Wisła Kraków – GKS Jastrzębie (1:0). Prowadził również m.in.: I mecz finału Pucharu Polski 2000 (Wisła Kraków – Amica Wronki 2:2) i mecz Superpucharu Polski w 2001 roku (Wisła Kraków – Polonia Warszawa 4:3).
1 czerwca 1996 roku był głównym sędzią meczu towarzyskiego Niemcy – Francja rozgrywanego na Gottlieb-Daimler-Stadion w Stuttgarcie (1:0).
W 1998 roku znalazł się w gronie arbitrów mających sędziować mecze mistrzostw świata 1998 we Francji. Na tym turnieju prowadził jeden mecz: dnia 20 czerwca 1998 roku mecz grupy E Holandia – Korea Południowa rozgrywany na Stade Vélodrome w Marsylii (5:0). Na liniach pomagali mu Jacek Pocięgiel i Jurij Dupanow z Białorusi.
Sędziował również w 1999 roku mecz Superpucharu Europy: S.S. Lazio (zwycięzca Pucharu Zdobywców Pucharów) – Manchesterem United (triumfator Ligi Mistrzów) na Stade Louis II w Monako (1:0).
Ostatni mecz Wójcika na arenie międzynarodowej miał miejsce 16 grudnia 2001 roku w Lizbonie (Sporting CP – AC Milan 1:1) w ramach III rundy Pucharu UEFA.
Łącznie w rozgrywkach europejskich sędziował w 40 meczach (17 – Liga Mistrzów, 17 – Puchar UEFA, 5 – Puchar Zdobywców Pucharów, 1 – Superpuchar Europy), w których pokazał łącznie 48 żółtych i 7 czerwonych kartek.
Karierę sędziowską zakończył po sezonie 2001/02. Jego ostatnim meczem w karierze był II mecz finałowy Pucharu Ligi Polskiej (2001/2002) Wisła Kraków – Legia Warszawa (2:1, bramki: Frankowski 31' i 52' – Yahaya 76').
Ponadto jest właścicielem istniejącego od 1983 roku prywatnego biura podróży „Sindbad”.

## Życie prywatne
Żonaty. Ma syna Karola (ur. 1988)